# Cantone di La Sologne
Il Cantone di La Sologne è una divisione amministrativa dell'Arrondissement di Romorantin-Lanthenay.
È stato costituito a seguito della riforma approvata con decreto del 21 febbraio 2014, che ha avuto attuazione dopo le elezioni dipartimentali del 2015.

## Composizione
Comprende i 14 comuni di:
- Chaon
- Chaumont-sur-Tharonne
- La Ferté-Imbault
- Lamotte-Beuvron
- Marcilly-en-Gault
- Nouan-le-Fuzelier
- Pierrefitte-sur-Sauldre
- Saint-Viâtre
- Salbris
- Selles-Saint-Denis
- Souesmes
- Souvigny-en-Sologne
- Vouzon
- Yvoy-le-Marron